# Абаси (духи)
Абаси́ (також абааси, якут. абааһы) — злі духи верхнього, середнього і нижнього світів у якутській міфології, які живуть своїми племенами і родами, зі своїм господарством. Підкоряються «великому пану» — богу Улу тойону, який разом із абасами зумів закласти в людині зле начало, що ототожнюється з нечистотами. У свою чергу, в якутському епосі «Олонхо» абаси виступають противниками Айии аймага.
Згідно з уявленнями якутів, абаси мають вигляд людини ростом з модрину. У деяких легендах постають в образі одноногих, одноруких і однооких чудовиськ.
Абаси підбивають людей на погані вчинки, в тому числі злочини, насилають на них лиха і хвороби. Харчуються душами людей і тварин. Основним завданням шамана, який лікував хвору людину, було з'ясування того, які саме абаси спричинили хворобу. Після цього слід було або вступити в боротьбу з ними, або принести абасам в жертву тварин, душі яких як би обмінювали на душу хворої людини.
Крім того, важливим засобом захисту від злих духів були колючі кущі шипшини, яких, на думку якутів, боялись абаси.